# 스케르초 1번 (쇼팽)
《스케르초 1번 나단조 작품번호 20》은 프레데리크 쇼팽의 피아노 곡이다. 1831년부터 1832년 사이에 프레데리크 쇼팽이 작곡했고 토마스 알브레흐트에게 헌정되었다. 이 작품은 프레스토 콘 푸오코를 표시하는 템포로 시작된다. 어둡고 극적이며 생동감이 넘친다. 

## 구성
첫번째 스케르초는 A-B-A-코다 형식을 취하고 포르티시모에서 2개의 코드로 시작한다. 